# دالي فرانك
دالي فرانك (بالإنجليزية: Dale Frank)‏ هو رسام أسترالي، ولد في 26 أغسطس 1959.